# Élections cantonales de 2011 en Martinique
Les élections cantonales ont eu lieu les 20 et 27 mars 2011.

## Contexte départemental

### Assemblée départementale sortante
Avant les élections, le conseil général de la Martinique est présidé par Claude Lise. Il comprend 45 conseillers généraux issus des 45 cantons de la Martinique. 23 d'entre eux sont renouvelables lors de ces élections.
| Parti                                   | Sigle | Élus |
| --------------------------------------- | ----- | ---- |
| Majorité (24 sièges)                    |       |      |
| Divers gauche                           | DVG   | 10   |
| Rassemblement démocratique martiniquais | RDM   | 7    |
| Union pour un mouvement populaire       | UMP   | 5    |
| Mouvement indépendantiste martiniquais  | MIM   | 2    |
| Opposition (21 sièges)                  |       |      |
| Parti progressiste martiniquais         | PPM   | 11   |
| Divers gauche                           | DVG   | 7    |
| Parti socialiste                        | PS    | 2    |
| Divers droite                           | DVD   | 1    |
| Président du conseil général            |       |      |
| Claude Lise (PS)                        |       |      |

## Résultats à l'échelle du département

### Résultats en nombre de sièges
| Parti   | Sièges mis en jeu | Élus | Évolution |
| ------- | ----------------- | ---- | --------- |
| RDM     | 6                 | 7    | +1        |
| PPM     | 4                 | 5    | +1        |
| DVG     | 3                 | 4    | +1        |
| PS      | 2                 | 2    | =         |
| UMP     | 2                 | 0    | -2        |
| DVD     | 2                 | 2    | =         |
| BPM     | 1                 | 1    | =         |
| MODEMAS | 1                 | 1    | =         |
| MIM     | 1                 | 1    | =         |
| Palima  | 1                 | 0    | -1        |

### Assemblée départementale à l'issue des élections
| Parti                                   | Sigle | Élus |
| --------------------------------------- | ----- | ---- |
| Majorité (22 sièges)                    |       |      |
| Parti progressiste martiniquais         | PPM   | 12   |
| Divers gauche                           | DVG   | 7    |
| Parti socialiste                        | PS    | 2    |
| Divers droite                           | DVD   | 1    |
| Opposition (23 sièges)                  |       |      |
| Divers gauche                           | DVG   | 10   |
| Rassemblement démocratique martiniquais | RDM   | 8    |
| Union pour un mouvement populaire       | UMP   | 3    |
| Mouvement indépendantiste martiniquais  | MIM   | 2    |
| Président du conseil général            |       |      |
| Josette Manin (BPM)                     |       |      |

## Résultats par canton

### Canton de Ducos
| Candidat       | Candidat             | Étiquette      | Premier tour | Premier tour | Second tour | Second tour |
| Candidat       | Candidat             | Étiquette      | Voix         | %            | Voix        | %           |
| -------------- | -------------------- | -------------- | ------------ | ------------ | ----------- | ----------- |
|                | Charles-André Mencé* | RDM            | 1 895        | 49,21        | 2 854       | 59,35       |
|                | Louis Marie-Sainte   | DVG            | 1 179        | 30,62        | 1 955       | 40,65       |
|                | Philippe Petit       | REG            | 418          | 10,85        |             |             |
|                | Jean-Claude Petit    | SE             | 209          | 5,43         |             |             |
|                | Guy Maximin-Tartare  | SE             | 150          | 3,90         |             |             |
|                |                      |                |              |              |             |             |
| Inscrits       | Inscrits             | Inscrits       | 11 699       | 100,00       | 11 698      | 100,00      |
| Abstentions    | Abstentions          | Abstentions    | 7 545        | 64,49        | 6 578       | 56,23       |
| Votants        | Votants              | Votants        | 4 154        | 35,51        | 5 120       | 43,77       |
| Blancs et nuls | Blancs et nuls       | Blancs et nuls | 303          | 7,29         | 311         | 6,07        |
| Exprimés       | Exprimés             | Exprimés       | 3 851        | 92,71        | 4 809       | 93,93       |

*sortant

### Canton de Fort-de-France-3
| Candidat       | Candidat           | Étiquette      | Premier tour | Premier tour | Second tour | Second tour |
| Candidat       | Candidat           | Étiquette      | Voix         | %            | Voix        | %           |
| -------------- | ------------------ | -------------- | ------------ | ------------ | ----------- | ----------- |
|                | Johnny Hajjar*     | PPM            | 546          | 66,26        | 693         | 76,91       |
|                | Marie-Line Lesdema | REG            | 113          | 13,71        | 208         | 23,09       |
|                | Margaret Tanger    | DVD            | 93           | 11,29        |             |             |
|                | Jocelyne Sabine    | DVG            | 72           | 8,74         |             |             |
|                |                    |                |              |              |             |             |
| Inscrits       | Inscrits           | Inscrits       | 3 525        | 100,00       | 3 527       | 100,00      |
| Abstentions    | Abstentions        | Abstentions    | 2 660        | 75,46        | 2 574       | 72,98       |
| Votants        | Votants            | Votants        | 865          | 24,54        | 953         | 27,02       |
| Blancs et nuls | Blancs et nuls     | Blancs et nuls | 41           | 4,74         | 52          | 5,46        |
| Exprimés       | Exprimés           | Exprimés       | 824          | 95,26        | 901         | 94,54       |

*sortant

### Canton de Fort-de-France-4
| Candidat       | Candidat           | Étiquette      | Premier tour | Premier tour | Second tour | Second tour |
| Candidat       | Candidat           | Étiquette      | Voix         | %            | Voix        | %           |
| -------------- | ------------------ | -------------- | ------------ | ------------ | ----------- | ----------- |
|                | Luc de Grandmaison | PPM            | 695          | 59,20        | 887         | 64,32       |
|                | Rolande Grubo      | REG            | 273          | 23,25        | 492         | 35,68       |
|                | Raphaël Montet     | SE             | 90           | 7,67         |             |             |
|                | Guy Gulliver       | UMP            | 60           | 5,11         |             |             |
|                | Kenneth Joseph     | SE             | 56           | 4,77         |             |             |
|                |                    |                |              |              |             |             |
| Inscrits       | Inscrits           | Inscrits       | 4 859        | 100,00       | 4 860       | 100,00      |
| Abstentions    | Abstentions        | Abstentions    | 3 593        | 73,95        | 3 404       | 70,04       |
| Votants        | Votants            | Votants        | 1 266        | 26,05        | 1 456       | 29,96       |
| Blancs et nuls | Blancs et nuls     | Blancs et nuls | 92           | 7,27         | 77          | 5,29        |
| Exprimés       | Exprimés           | Exprimés       | 1 174        | 92,73        | 1 379       | 94,71       |

### Canton de Fort-de-France-6
| Candidat       | Candidat           | Étiquette      | Premier tour | Premier tour | Second tour | Second tour |
| Candidat       | Candidat           | Étiquette      | Voix         | %            | Voix        | %           |
| -------------- | ------------------ | -------------- | ------------ | ------------ | ----------- | ----------- |
|                | Jean-Claude Jabol* | PPM            | 1 255        | 60,34        | 1 720       | 69,05       |
|                | Joël Bardet        | DVG            | 469          | 23,10        | 771         | 30,95       |
|                | Marc Séfil         | UMP            | 169          | 8,33         |             |             |
|                | Jacqueline Tally   | PS             | 167          | 8,23         |             |             |
|                |                    |                |              |              |             |             |
| Inscrits       | Inscrits           | Inscrits       | 9 084        | 100,00       | 9 084       | 100,00      |
| Abstentions    | Abstentions        | Abstentions    | 6 799        | 74,85        | 6 364       | 70,06       |
| Votants        | Votants            | Votants        | 2 285        | 25,15        | 2 720       | 29,94       |
| Blancs et nuls | Blancs et nuls     | Blancs et nuls | 255          | 11,16        | 229         | 8,42        |
| Exprimés       | Exprimés           | Exprimés       | 2 030        | 88,84        | 2 491       | 91,58       |

*sortant

### Canton de Fort-de-France-8
| Candidat       | Candidat               | Étiquette      | Premier tour | Premier tour | Second tour | Second tour |
| Candidat       | Candidat               | Étiquette      | Voix         | %            | Voix        | %           |
| -------------- | ---------------------- | -------------- | ------------ | ------------ | ----------- | ----------- |
|                | Jocelyn Régina         | PPM            | 1 707        | 69,96        | 2 008       | 72,49       |
|                | Geneviève Chanteur*    | RDM            | 621          | 25,45        | 762         | 27,51       |
|                | Marie-Jeanne Jeanville | SE             | 112          | 4,59         |             |             |
|                | Liliane Bilan          | DVG            | 0            | 0,00         |             |             |
|                |                        |                |              |              |             |             |
| Inscrits       | Inscrits               | Inscrits       | 9 499        | 100,00       | 9 499       | 100,00      |
| Abstentions    | Abstentions            | Abstentions    | 6 849        | 72,10        | 6 562       | 69,98       |
| Votants        | Votants                | Votants        | 2 650        | 27,90        | 2 937       | 30,92       |
| Blancs et nuls | Blancs et nuls         | Blancs et nuls | 210          | 7,92         | 167         | 5,69        |
| Exprimés       | Exprimés               | Exprimés       | 2 440        | 92,08        | 2 770       | 94,31       |

*sortant

### Canton de Fort-de-France-9
| Candidat       | Candidat           | Étiquette      | Premier tour | Premier tour | Second tour | Second tour |
| Candidat       | Candidat           | Étiquette      | Voix         | %            | Voix        | %           |
| -------------- | ------------------ | -------------- | ------------ | ------------ | ----------- | ----------- |
|                | Yves-André Joseph* | DVG            | 1 221        | 69,65        | 1 464       | 73,79       |
|                | George Arnauld     | PS             | 532          | 30,35        | 520         | 26,21       |
|                |                    |                |              |              |             |             |
| Inscrits       | Inscrits           | Inscrits       | 7 255        | 100,00       | 7 256       | 100,00      |
| Abstentions    | Abstentions        | Abstentions    | 5 294        | 72,97        | 5 092       | 70,18       |
| Votants        | Votants            | Votants        | 1 961        | 27,03        | 2 164       | 29,82       |
| Blancs et nuls | Blancs et nuls     | Blancs et nuls | 208          | 10,61        | 180         | 8,32        |
| Exprimés       | Exprimés           | Exprimés       | 1 753        | 89,39        | 1 984       | 91,68       |

*sortant

### Canton du François-2-Sud
| Candidat       | Candidat            | Étiquette      | Premier tour | Premier tour | Second tour | Second tour |
| Candidat       | Candidat            | Étiquette      | Voix         | %            | Voix        | %           |
| -------------- | ------------------- | -------------- | ------------ | ------------ | ----------- | ----------- |
|                | Marie-Frantz Tinot* | MPF            | 1 706        | 54,93        | 2 000       | 56,48       |
|                | Samuel Tavernier    | DVG            | 1 043        | 33,58        | 1 541       | 43,52       |
|                | Marie-Hélène Léotin | REG            | 357          | 11,49        |             |             |
|                |                     |                |              |              |             |             |
| Inscrits       | Inscrits            | Inscrits       | 7 525        | 100,00       | 7 525       | 100,00      |
| Abstentions    | Abstentions         | Abstentions    | 4 280        | 56,88        | 3 834       | 50,95       |
| Votants        | Votants             | Votants        | 3 245        | 43,12        | 3 691       | 49,05       |
| Blancs et nuls | Blancs et nuls      | Blancs et nuls | 139          | 4,28         | 150         | 4,06        |
| Exprimés       | Exprimés            | Exprimés       | 3 106        | 95,72        | 3 541       | 95,94       |

*sortant

### Canton du Lamentin-2-Nord
| Candidat       | Candidat            | Étiquette      | Premier tour | Premier tour | Second tour | Second tour |
| Candidat       | Candidat            | Étiquette      | Voix         | %            | Voix        | %           |
| -------------- | ------------------- | -------------- | ------------ | ------------ | ----------- | ----------- |
|                | David Zobda         | BPM            | 1 578        | 56,32        | 2 162       | 65,97       |
|                | Daniel Marie-Sainte | REG            | 899          | 32,08        | 1 115       | 34,03       |
|                | Erick Valère        | DVG            | 186          | 6,64         |             |             |
|                | Richard Guigné      | UMP            | 139          | 4,96         |             |             |
|                |                     |                |              |              |             |             |
| Inscrits       | Inscrits            | Inscrits       | 10 388       | 100,00       | 10 387      | 100,00      |
| Abstentions    | Abstentions         | Abstentions    | 7 319        | 70,46        | 6 880       | 66,24       |
| Votants        | Votants             | Votants        | 3 069        | 29,54        | 3 507       | 33,76       |
| Blancs et nuls | Blancs et nuls      | Blancs et nuls | 267          | 8,70         | 230         | 6,56        |
| Exprimés       | Exprimés            | Exprimés       | 2 802        | 91,30        | 3 277       | 93,44       |

### Canton de La Trinité
| Candidat       | Candidat        | Étiquette      | Premier tour | Premier tour | Second tour | Second tour |
| Candidat       | Candidat        | Étiquette      | Voix         | %            | Voix        | %           |
| -------------- | --------------- | -------------- | ------------ | ------------ | ----------- | ----------- |
|                | Frédéric Buval* | PS             | 1 899        | 66,05        | 2 186       | 100,00      |
|                | Alain Rapon     | DVG            | 780          | 27,13        |             |             |
|                | Philippe Couta  | DVG            | 196          | 6,82         |             |             |
|                |                 |                |              |              |             |             |
| Inscrits       | Inscrits        | Inscrits       | 9 941        | 100,00       | 9 941       | 100,00      |
| Abstentions    | Abstentions     | Abstentions    | 6 815        | 68,55        | 7 494       | 75,38       |
| Votants        | Votants         | Votants        | 3 126        | 31,45        | 2 447       | 24,62       |
| Blancs et nuls | Blancs et nuls  | Blancs et nuls | 251          | 8,03         | 261         | 10,67       |
| Exprimés       | Exprimés        | Exprimés       | 2 875        | 91,97        | 2 186       | 89,33       |

*sortant

### Canton du Lorrain
| Candidat       | Candidat       | Étiquette      | Premier tour | Premier tour |
| Candidat       | Candidat       | Étiquette      | Voix         | %            |
| -------------- | -------------- | -------------- | ------------ | ------------ |
|                | Guy Annonay*   | DVD            | 2 140        | 52,45        |
|                | Bertin Zoror   | DVG            | 1 940        | 47,55        |
|                |                |                |              |              |
| Inscrits       | Inscrits       | Inscrits       | 6 663        | 100,00       |
| Abstentions    | Abstentions    | Abstentions    | 2 391        | 35,88        |
| Votants        | Votants        | Votants        | 4 272        | 64,12        |
| Blancs et nuls | Blancs et nuls | Blancs et nuls | 192          | 4,49         |
| Exprimés       | Exprimés       | Exprimés       | 4 080        | 95,51        |

*sortant

### Canton de Macouba
| Candidat       | Candidat           | Étiquette      | Premier tour | Premier tour | Second tour | Second tour |
| Candidat       | Candidat           | Étiquette      | Voix         | %            | Voix        | %           |
| -------------- | ------------------ | -------------- | ------------ | ------------ | ----------- | ----------- |
|                | Joachim Bouquety   | RDM            | 454          | 38,02        | 626         | 42,99       |
|                | Sainte-Rose Cakin* | UMP            | 370          | 30,99        | 616         | 42,31       |
|                | Elie Borval        | DVG            | 263          | 22,03        | 214         | 10,81       |
|                | Arthur Trébeau     | SE             | 107          | 8,96         |             |             |
|                |                    |                |              |              |             |             |
| Inscrits       | Inscrits           | Inscrits       | 1 979        | 100,00       | 1 979       | 100,00      |
| Abstentions    | Abstentions        | Abstentions    | 759          | 38,35        | 497         | 25,11       |
| Votants        | Votants            | Votants        | 1 220        | 61,65        | 1 482       | 74,89       |
| Blancs et nuls | Blancs et nuls     | Blancs et nuls | 26           | 2,13         | 26          | 1,75        |
| Exprimés       | Exprimés           | Exprimés       | 1 194        | 97,87        | 1 456       | 98,25       |

*sortant

### Canton du Marigot
| Candidat       | Candidat          | Étiquette      | Premier tour | Premier tour | Second tour | Second tour |
| Candidat       | Candidat          | Étiquette      | Voix         | %            | Voix        | %           |
| -------------- | ----------------- | -------------- | ------------ | ------------ | ----------- | ----------- |
|                | Ange Lavenaire*   | RDM            | 748          | 45,78        | 1 040       | 54,08       |
|                | Joseph Péraste    | DVG            | 438          | 26,81        | 883         | 45,92       |
|                | Frantz Michalon   | PG             | 317          | 19,40        |             |             |
|                | Julie Gros-Désirs | DVG            | 131          | 8,02         |             |             |
|                |                   |                |              |              |             |             |
| Inscrits       | Inscrits          | Inscrits       | 3 236        | 100,00       | 3 235       | 100,00      |
| Abstentions    | Abstentions       | Abstentions    | 1 522        | 47,03        | 1 206       | 37,28       |
| Votants        | Votants           | Votants        | 1 714        | 52,97        | 2 029       | 62,72       |
| Blancs et nuls | Blancs et nuls    | Blancs et nuls | 80           | 4,67         | 106         | 5,22        |
| Exprimés       | Exprimés          | Exprimés       | 1 634        | 95,33        | 1 923       | 94,78       |

*sortant

### Canton du Prêcheur
| Candidat       | Candidat          | Étiquette      | Premier tour | Premier tour |
| Candidat       | Candidat          | Étiquette      | Voix         | %            |
| -------------- | ----------------- | -------------- | ------------ | ------------ |
|                | Marcellin Nadeau* | MODEMAS        | 720          | 59,95        |
|                | Roger Nadeau      | SE             | 481          | 40,05        |
|                |                   |                |              |              |
| Inscrits       | Inscrits          | Inscrits       | 1 481        | 100,00       |
| Abstentions    | Abstentions       | Abstentions    | 254          | 17,15        |
| Votants        | Votants           | Votants        | 1 227        | 82,85        |
| Blancs et nuls | Blancs et nuls    | Blancs et nuls | 26           | 2,12         |
| Exprimés       | Exprimés          | Exprimés       | 1 201        | 97,88        |

*sortant

### Canton de Rivière-Pilote
| Candidat       | Candidat           | Étiquette      | Premier tour | Premier tour |
| Candidat       | Candidat           | Étiquette      | Voix         | %            |
| -------------- | ------------------ | -------------- | ------------ | ------------ |
|                | Lucien Adenet*     | MIM            | 2 930        | 81,91        |
|                | Jean-Claude Filin  | PG             | 548          | 15,32        |
|                | Francioli Dancrade | UMP            | 99           | 2,77         |
|                |                    |                |              |              |
| Inscrits       | Inscrits           | Inscrits       | 10 762       | 100,00       |
| Abstentions    | Abstentions        | Abstentions    | 6 994        | 64,99        |
| Votants        | Votants            | Votants        | 3 768        | 35,01        |
| Blancs et nuls | Blancs et nuls     | Blancs et nuls | 191          | 5,07         |
| Exprimés       | Exprimés           | Exprimés       | 3 577        | 94,93        |

*sortant

### Canton de Rivière-Salée
| Candidat       | Candidat                 | Étiquette      | Premier tour | Premier tour | Second tour | Second tour |
| Candidat       | Candidat                 | Étiquette      | Voix         | %            | Voix        | %           |
| -------------- | ------------------------ | -------------- | ------------ | ------------ | ----------- | ----------- |
|                | Sylvia Saithsoothane*    | FMP            | 1 826        | 54,35        | 2 524       | 62,53       |
|                | Georges-Emmanuel Germany | DVG            | 953          | 28,36        | 1 512       | 37,47       |
|                | Daniel Robin             | DVG            | 538          | 16,01        |             |             |
|                | Joseph Virassamy         | SE             | 43           | 1,28         |             |             |
|                |                          |                |              |              |             |             |
| Inscrits       | Inscrits                 | Inscrits       | 9 137        | 100,00       | 9 137       | 100,00      |
| Abstentions    | Abstentions              | Abstentions    | 5 595        | 61,23        | 4 824       | 52,80       |
| Votants        | Votants                  | Votants        | 3 542        | 38,77        | 4 313       | 47,20       |
| Blancs et nuls | Blancs et nuls           | Blancs et nuls | 182          | 5,14         | 278         | 6,45        |
| Exprimés       | Exprimés                 | Exprimés       | 3 360        | 94,86        | 4 035       | 93,55       |

*sortant

### Canton du Robert-1-Sud
| Candidat       | Candidat          | Étiquette      | Premier tour | Premier tour | Second tour | Second tour |
| Candidat       | Candidat          | Étiquette      | Voix         | %            | Voix        | %           |
| -------------- | ----------------- | -------------- | ------------ | ------------ | ----------- | ----------- |
|                | Alfred Monthieux* | RDM            | 1 699        | 100,00       | 2 019       | 100,00      |
|                |                   |                |              |              |             |             |
| Inscrits       | Inscrits          | Inscrits       | 7 876        | 100,00       | 7 876       | 100,00      |
| Abstentions    | Abstentions       | Abstentions    | 5 865        | 74,47        | 5 594       | 71,03       |
| Votants        | Votants           | Votants        | 2 011        | 25,53        | 2 282       | 28,97       |
| Blancs et nuls | Blancs et nuls    | Blancs et nuls | 312          | 15,51        | 263         | 11,52       |
| Exprimés       | Exprimés          | Exprimés       | 1 699        | 84,49        | 2 019       | 88,48       |

*sortant

### Canton du Robert-2-Nord
| Candidat       | Candidat        | Étiquette      | Premier tour | Premier tour | Second tour | Second tour |
| Candidat       | Candidat        | Étiquette      | Voix         | %            | Voix        | %           |
| -------------- | --------------- | -------------- | ------------ | ------------ | ----------- | ----------- |
|                | Belfort Birota* | RDM            | 1 557        | 46,83        | 2 203       | 53,48       |
|                | Chantal Maignan | UMP            | 1 247        | 37,50        | 1 916       | 46,52       |
|                | José Loutoby    | DVG            | 521          | 15,67        |             |             |
|                |                 |                |              |              |             |             |
| Inscrits       | Inscrits        | Inscrits       | 9 386        | 100,00       | 9 386       | 100,00      |
| Abstentions    | Abstentions     | Abstentions    | 5 826        | 62,07        | 5 035       | 53,64       |
| Votants        | Votants         | Votants        | 3 560        | 37,93        | 4 351       | 46,36       |
| Blancs et nuls | Blancs et nuls  | Blancs et nuls | 235          | 6,60         | 232         | 5,33        |
| Exprimés       | Exprimés        | Exprimés       | 3 325        | 93,40        | 4 119       | 94,67       |

*sortant

### Canton de Sainte-Marie-1-Nord
| Candidat       | Candidat           | Étiquette      | Premier tour | Premier tour | Second tour | Second tour |
| Candidat       | Candidat           | Étiquette      | Voix         | %            | Voix        | %           |
| -------------- | ------------------ | -------------- | ------------ | ------------ | ----------- | ----------- |
|                | Éric Courset       | App.RDM        | 1 314        | 44,60        | 2 075       | 63,91       |
|                | Luc Vert-Pré       | DVG            | 693          | 23,52        | 1 172       | 36,09       |
|                | Fred Lordinot*     | PPM            | 330          | 11,20        |             |             |
|                | Claude Bellance    | DVG            | 242          | 8,21         |             |             |
|                | Lionel Desroses    | REG            | 150          | 5,09         |             |             |
|                | Edith Capitaine    | UMP            | 141          | 4,79         |             |             |
|                | Emile Troubrillant | ECO            | 76           | 2,58         |             |             |
|                |                    |                |              |              |             |             |
| Inscrits       | Inscrits           | Inscrits       | 7 104        | 100,00       | 7 104       | 100,00      |
| Abstentions    | Abstentions        | Abstentions    | 3 803        | 54,30        | 3 642       | 51,27       |
| Votants        | Votants            | Votants        | 3 201        | 45,70        | 3 462       | 48,73       |
| Blancs et nuls | Blancs et nuls     | Blancs et nuls | 255          | 7,97         | 215         | 6,21        |
| Exprimés       | Exprimés           | Exprimés       | 2 946        | 92,03        | 3 247       | 93,79       |

*sortant

### Canton de Sainte-Marie-2-Sud
| Candidat       | Candidat                | Étiquette      | Premier tour | Premier tour |
| Candidat       | Candidat                | Étiquette      | Voix         | %            |
| -------------- | ----------------------- | -------------- | ------------ | ------------ |
|                | Bruno Nestor Azérot*    | App.RDM        | 2 528        | 67,13        |
|                | Ludovic Cauver          | DVG            | 955          | 25,36        |
|                | Christian Lapoussinière | UMP            | 167          | 4,43         |
|                | Dorothe Bonnialy        | DVG            | 116          | 3,08         |
|                |                         |                |              |              |
| Inscrits       | Inscrits                | Inscrits       | 9 899        | 100,00       |
| Abstentions    | Abstentions             | Abstentions    | 5 917        | 59,77        |
| Votants        | Votants                 | Votants        | 3 982        | 40,23        |
| Blancs et nuls | Blancs et nuls          | Blancs et nuls | 216          | 5,42         |
| Exprimés       | Exprimés                | Exprimés       | 3 766        | 94,58        |

*sortant

### Canton de Schœlcher-1
| Candidat       | Candidat             | Étiquette      | Premier tour | Premier tour | Second tour | Second tour |
| Candidat       | Candidat             | Étiquette      | Voix         | %            | Voix        | %           |
| -------------- | -------------------- | -------------- | ------------ | ------------ | ----------- | ----------- |
|                | Yolène Largen-Marine | DVG            | 898          | 50,31        | 1 108       | 55,26       |
|                | Renaud Saint-Albin   | UMP            | 582          | 32,61        | 897         | 44,74       |
|                | Max Orville          | MoDem          | 305          | 17,09        |             |             |
|                |                      |                |              |              |             |             |
| Inscrits       | Inscrits             | Inscrits       | 7 582        | 100,00       | 7 582       | 100,00      |
| Abstentions    | Abstentions          | Abstentions    | 5 586        | 73,67        | 5 392       | 71,12       |
| Votants        | Votants              | Votants        | 1 996        | 26,33        | 2 190       | 28,88       |
| Blancs et nuls | Blancs et nuls       | Blancs et nuls | 211          | 10,57        | 185         | 8,45        |
| Exprimés       | Exprimés             | Exprimés       | 1 785        | 89,43        | 2 005       | 91,55       |

### Canton de Schœlcher-2
| Candidat       | Candidat               | Étiquette      | Premier tour | Premier tour | Second tour | Second tour |
| Candidat       | Candidat               | Étiquette      | Voix         | %            | Voix        | %           |
| -------------- | ---------------------- | -------------- | ------------ | ------------ | ----------- | ----------- |
|                | Fred Derné*            | DVG            | 1 334        | 64,13        | 1 719       | 74,84       |
|                | Léone Vaillant-Bardury | REG            | 398          | 19,13        | 578         | 25,16       |
|                | Jean-Luc Maville       | UMP            | 348          | 16,73        |             |             |
|                |                        |                |              |              |             |             |
| Inscrits       | Inscrits               | Inscrits       | 7 906        | 100,00       | 7 907       | 100,00      |
| Abstentions    | Abstentions            | Abstentions    | 5 626        | 71,16        | 5 357       | 67,75       |
| Votants        | Votants                | Votants        | 2 280        | 28,84        | 2 550       | 32,25       |
| Blancs et nuls | Blancs et nuls         | Blancs et nuls | 200          | 8,77         | 253         | 9,92        |
| Exprimés       | Exprimés               | Exprimés       | 2 080        | 91,23        | 2 297       | 90,08       |

*sortant

### Canton des Trois-Îlets
| Candidat       | Candidat            | Étiquette      | Premier tour | Premier tour | Second tour | Second tour |
| Candidat       | Candidat            | Étiquette      | Voix         | %            | Voix        | %           |
| -------------- | ------------------- | -------------- | ------------ | ------------ | ----------- | ----------- |
|                | Arnaud René-Corail* | App.PPM        | 1 238        | 65,23        | 1 500       | 73,17       |
|                | Lise N'Guela        | REG            | 499          | 26,29        | 550         | 26,83       |
|                | Raphaëlle Rosalie   | UMP            | 161          | 8,48         |             |             |
|                |                     |                |              |              |             |             |
| Inscrits       | Inscrits            | Inscrits       | 5 229        | 100,00       | 5 229       | 100,00      |
| Abstentions    | Abstentions         | Abstentions    | 3 220        | 61,58        | 3 038       | 58,10       |
| Votants        | Votants             | Votants        | 2 009        | 38,42        | 2 191       | 41,90       |
| Blancs et nuls | Blancs et nuls      | Blancs et nuls | 111          | 5,53         | 141         | 6,44        |
| Exprimés       | Exprimés            | Exprimés       | 1 898        | 94,47        | 2 050       | 93,56       |

*sortant

### Canton du Vauclin
| Candidat       | Candidat        | Étiquette      | Premier tour | Premier tour | Second tour | Second tour |
| Candidat       | Candidat        | Étiquette      | Voix         | %            | Voix        | %           |
| -------------- | --------------- | -------------- | ------------ | ------------ | ----------- | ----------- |
|                | Georges Cléon*  | PS             | 1 813        | 65,90        | 2 261       | 69,40       |
|                | Fernand Odonnat | SE             | 757          | 27,52        | 997         | 30,60       |
|                | Emilie Joncart  | SE             | 181          | 6,58         |             |             |
|                |                 |                |              |              |             |             |
| Inscrits       | Inscrits        | Inscrits       | 8 017        | 100,00       | 8 017       | 100,00      |
| Abstentions    | Abstentions     | Abstentions    | 5 099        | 63,60        | 4 589       | 57,24       |
| Votants        | Votants         | Votants        | 2 918        | 36,40        | 3 428       | 42,76       |
| Blancs et nuls | Blancs et nuls  | Blancs et nuls | 167          | 5,72         | 170         | 4,96        |
| Exprimés       | Exprimés        | Exprimés       | 2 751        | 94,28        | 3 258       | 95,04       |

*sortant